# パーティー・イン・ザ・パーク
パーティー・イン・ザ・パークはGcap Media(ジーキャップ・メディア)というイギリスのラジオ局主催で行われる音楽チャリティコンサート。(教育に恵まれない子供達へのチャリティ。)イギリス、ウェールズで夏に行われる。たいてい、国立公園規模の大きさの公園で行われる。

## 場所
- バーミンガム - キャノン・ヒル公園
- ブライトン - プレストン公園
- カーディフ - ビュート公園
- ロンドン - ハイド公園
- リーズ - ニューセム寺
- オックスフォード - サウス公園
- サウサンプトン - サウサンプトンコモン公園
- スウォンジ - シングルトン公園

## 今までの出演者

### 2003
- アトミック・キトゥン
- ビヨンセ
- ブルー
- バステッド
- クレイグ・デイヴィッド
- ダニエル・ベディングフィールド
- ダニー・ミノーグ
- デヴィッド・グレイ
- エマ・バントン
- ガース・ゲイツ
- ガールズ・アラウド
- キム・マーシュ
- リバティ・エックス
- ミートローフ
- メラニーC
- ミスティーク
- シャナイア・トゥエイン
- シンプリー・レッド
- シュガーベイブス

### 2002
- エーワン
- アシャンティ
- アトミック・キトゥン
- ビバリー・ナイト
- ブルー
- ブライアン・アダムス
- ザ・コーリング
- ダリウス・ダネッシュ
- ダレン・ヘイズ
- エンリケ・イグレシアス
- ガブリエル
- ジャ・ルール
- リバティ・エックス
- ライトハウス・ファミリー
- ミシェル・ブランチ
- ミスティーク
- ナタリー・インブルーリア
- シャギー
- レイボン
- シャキーラ
- ソフィー・エリス・ベクスター
- ウエストライフ
- ウィル・ヤング
- ワイクリフ・ジョン

### 2001
- エーワン
- アナスタシア
- アーキテクス
- アトミック・キトゥン
- BBマック
- ブルー
- カタトニア
- クレイグ・デイヴィッド
- ダメージ
- デスティニーズ・チャイルド
- エディ・グラント
- エマ・バントン
- ジェリ・ハリウェル
- ヒア・セイ
- ジャミロクワイ
- バウ・ワウ
- ネリー・ファータド
- リッキー・マーティン
- ローナン・キーティング
- シャギー
- レイボン
- シスコ
- シュガーベイブス
- トム・ジョーンズ
- アッシャー
- ウィアツ
- ワイクリフ・ジョン

### 2000
- オール・セインツ
- バックストリート・ボーイズ
- ビリー・パイパー
- ボンジョヴィ
- クリスティーナ・アギレラ
- ザ・コアーズ
- クレイグ・デイヴィッド
- デスティニーズ・チャイルド
- エルトン・ジョン
- 5ive
- ハニーズ
- カイリー・ミノーグ
- ライオネル・リッチー
- マーティ・ペロウ
- マルティン・マカッチョン
- メラニーC
- モロコ
- クイーン
- ローナン・キーティング
- サヴェージ・ガーデン
- シスコ
- ステップス
- サグス
- トラヴィス
- トゥルーステッパーズ&デーン・ボワーズ feat ヴィクトリア・ベッカム
- ウエストライフ

### 1999
- ボーイゾーン
- ザ・ブランニュー・ヒービーズ
- ザ・コアーズ
- カルチャー・クラブ
- エルヴィス・コステロ
- ユーリズミックス
- ジェリ・ハリウェル
- ハニーズ
- マッドネス
- マーク・モリソン
- コナー・リーブス
- マルティン・マカッチョン
- マイク・アンド・メカニックス
- リッキー・マーティン
- ローナン・キーティング
- S Club 7
- シャナイア・トゥエイン
- ステップス
- テキサス
- UB40